# Forum des socialistes des pays de la CEI
 (mars 2025).
Le Forum des socialistes des pays de la CEI est une organisation qui réunit les partis sociaux-démocrates et socialistes des pays de la Communauté des États indépendants.

## Membres
- Azerbaïdjan : Parti Socialiste Populaire d'Azerbaïdjan
- Azerbaïdjan : Parti social-démocrate d'Azerbaïdjan
- Arménie : Fédération révolutionnaire arménienne
- Biélorussie : Parti de la gauche biélorusse « Un monde juste »
- Biélorussie : Parti Républicain du Travail et de la Justice
- Moldavie : Parti social-démocrate européen
- Moldavie : Parti social-démocrate de Moldavie
- Kirghizistan : Ata-Meken
- Kirghizistan : Parti social-démocrate du Kirghizistan
- Russie : Russie juste